# If It’s Lovin’ that You Want
«If It's Lovin' that You Want» — второй и последний сингл барбадосской певицы Рианны из её дебютного студийного альбома Music of the Sun (2005), выпущенный 13 сентября 2005 года.

## Происхождение
Песня среднего темпа была написана командой Poke & Tone из Trackmasters; согласно Рианне, песня является инструкцией для молодого человека: «Если это та любовь, которую ты хочешь — ты должен сделать всё, чтобы я стала твоей девушкой, ведь у меня есть то, что тебе нужно». Продолжение песни «If It’s Lovin' That You Want — Part 2» (при участии Кори Ганза) было включено в список композиций второго студийного альбома Рианны A Girl like Me. Эта версия песни звучала в первой серии американского телесериала Сплетница. Композиция основана на семпле песни «The Bridge Is Over» хип-хоп группы Boogie Down Productions.

## Появление в чартах
Песня была выпущена в качестве второго сингла после «Pon de Replay» и достигла своего максимума на 36 месте в чарте Billboard Hot 100. Композиция была более успешна в мировом масштабе, появившись в пятёрке лучших синглов в Польше и Словакии, в десятке — в Австралии и Новой Зеландии, а также заняла 11 место в британском чарте UK Singles Chart; песня стала первым супер хитом Рианны в Филиппинах. «If It’s Lovin That You Want» — второй и последний сингл с альбома Music of the Sun. Согласно системе маретинговых исследований Nielsen Soundscan, продажи песни на территории Соединённых Штатов Америки составляют 500,000 копий.

## Музыкальный видеоклип

Рианна поёт на пляже в видеоклипе «If It’s Lovin' That You Want»

Музыкальный видеоклип для песни был снят режиссёром Маркусом Рэбоем на побережье Калифорнии, постановщиком хореографии была назначена Фатима Робинсон. Рианна говорила, что видеоклип об «излучении Карибских флюид и весёлом времяпровождении», добавив «Я выступила перед камерой, как будто перед своим бойфрендом. […] Это нечто невероятное». В видеоклипе показаны сцены с костром, танцами живота и с гидроциклом, которым Рианна учится управлять. Музыкальный видеоклип продержался 50 дней в польском чарте TRL. В съёмках клипа принял участие актёр Ланс Гросс.

## Список композиций
| CD промосингл, изданный в Великобритании (Выпущен: 21 ноября 2005) 1. «If It’s Lovin' That You Want» (Radio Edit) — 3:27 2. «If It’s Lovin' That You Want» (Instrumental) — 3:21 12-дюймовый промосингл, изданный в Великобритании - A1 «If It’s Lovin' That You Want» (Radio Edit) — 3:27 - A2 «If It’s Lovin' That You Want» (Instrumental) — 3:21 - A3 «If It’s Lovin' That You Want» (A Capella) — 3:20 - B1 «If It’s Lovin' That You Want» (Radio Edit) — 3:27 - B2 «If It’s Lovin' That You Want» (Instrumental) — 3:21 - B3 «If It’s Lovin' That You Want» (A Capella) — 3:20 CD макси-сингл, изданный в Австралии 1. «If It’s Lovin' That You Want» (Album Version) — 3:27 2. «If It’s Lovin' That You Want» (Instrumental) — 3:21 3. «Pon De Replay» (Norty Cotto Remix) — 7:32 4. «If It’s Lovin' That You Want» (Video) — 3:30 | CD макси-сингл, изданный в Германии (Выпущен 2 декабря 2005) 1. «If It’s Lovin' That You Want» (Album Version) — 3:27 2. «If It’s Lovin' That You Want» (Instrumental) — 3:21 3. «Pon De Replay» (Norty Cotto Remix) — 7:32 4. «If It’s Lovin' That You Want» (Video) — 3:30 CD-сингл, изданный в Европе и Великобритании 1. «If It’s Lovin' That You Want» (Album Version) — 3:27 2. «If It’s Lovin' That You Want» (Remix Featuring Corey Gunz) — 3:49 |

## Чарты
| Чарт (2005)                                 | Высшее место |
| ------------------------------------------- | ------------ |
| Австралия (ARIA)                            | 9            |
| Австрия (Ö3 Austria Top 40)                 | 31           |
| Бельгия/Фландрия (Ultratop 50)              | 25           |
| Европа (Billboard European Hot 100 Singles) | 35           |
| Германия (GfK)                              | 25           |
| Ирландия (IRMA)                             | 8            |
| Нидерланды (Single Top 100)                 | 13           |
| Новая Зеландия (Recorded Music NZ)          | 9            |
| Швейцария (Schweizer Hitparade)             | 19           |
| Великобритания (OCC UK Singles)             | 11           |
| США (Billboard Hot 100)                     | 36           |
| США (Billboard Pop Airplay)                 | 15           |

| Чарт (2006)                     | Позиция |
| ------------------------------- | ------- |
| Australian Physical Top Singles | 56      |
| Australian Urban Singles        | 18      |